# Bârna
Bârna es una comuna ubicada en el distrito de Timiș, Rumania.

## Superficie
Posee una superficie de 78,62 kilómetros cuadrados.

## Demografía
Hasta 2021 la población era de 1473 habitantes, con una densidad de población de 18,74 habitantes por kilómetro cuadrado.